# عبد الوهاب مرجان
عبد الوهاب بن عبد الرزاق مرجان أحد أهم الشخصيات السياسية العراقية في العهد الملكي من مؤسسي الحزب الوطني الديمقراطي والاتحاد الدستوري.وقد شغل وزارات عدة وأصبح رئيسا لمجلس النواب لدورات متعددة وتولى رئاسة الوزراء.
وهو من أسرة عربية تنتسب إلى الدغادغة فرع من قبيلةربيعة اتخذت الحلة مستقرا منذ عهد جدها الأعلى محمد المنصور في القرن 18م، وعرفت بلقب مرجان نسبة للارض التي تمتلكها سابقا قرب السعدية. وفي الحلة ظهر من الأسرة المرجانية رجال اقوياء. انصرفوا إلى تنمية ممتلكاتهم الزراعية وخاضوا في الأعمال التجارية وظهر من بينهم وجهاء في قومهم ومنهم والده عبد الرزاق مرجان 1887 ـ 1970.
ولد عبد الوهاب سنة 1907 ودرس في كتاتيب الحلة واكمل فيها الدراسة الابتدائية والمتوسطة، ثم انتقل إلى بغداد فاكمل بها الدراسة الاعدادية ودخل كلية الحقوق العراقية فتخرج فيها سنة 1933.

## عمله في القضاء
في كانون الثاني ـ يناير ـ 1938 عين قاضيا في مدينة الصويرة لكنه استقال بعد مدة وجيزة وتفرغ للمحاماة.
وعن هذه الفترة من حياته يقول زميله المحامي امين رؤوف الامين يصفه” كان المحامي الذي اضاف للمهنة شرفا وعزا وعاشها دنيا مليئة بفعل الخير، منتصرا للضعيف مدافعا عن المظلوم، بنفس شريفة مؤمنة، وكان الحاكم العادل الذي ما اتخذ سوى القانون سبيلا لايفاء الحقوق بين المتخاصمين وليس عليه من رقيب الا مخافة الله وحساب الضمير.

## أعماله التجارية
مارس العمل التجاري مع والده منذ عهد مبكر من حياته، وكان خلال عمله في المحاماة يقضي شطرا من وقته في إدارة أعماله وفي ايلول 1942 انتخب رئيسا لغرفة زراعة الحلة، كان خلالها مثالا للإدارة الناجحة والخلق السليم، يقول المحامي أنور جوهر رئيس غرفة تجارة الحلة في حينه عنه كرم جم وادب رفيع وعفة في اللسان واليد ووفاء نادر المثال للاصدقاء وعمل في المعروف والإحسان وميل فطري للاعمال الجبارة النافعة.

## حياته السياسية
استهوته السياسة منذ كان طالبا في كلية الحقوق لكنه شغل عنها بعد تخرجه، ثم ما لبث أن دخلها من بابها الواسع فعركها وعركته وحتى وفاته وكان أول حضوره السياسي العام 1946 بعد أن اجازت حكومة توفيق السويدي تاسيس الأحزاب فاسس مع ثلة من اصدقائه الحزب الوطني الديمقراطي لكنه انسحب منه لأسباب موضوعية وكان من ضمن المنسحبين من الحزب المذكور عبود الشالجي وعبد الكريم الأزري وصادق كمونة وحين شرع قانون الانتخابات رشح نفسه كمستقل عن مدينة الحلة فانتخب نائبا عنها للمرة الأولى في آذار 1947 وفي الشهر نفسه وصفه خالد الدرة في مجلته الوادي بما يلي: من وجهاء الحلة ومن المحامين المبرزين فيها شاب مخلص في وطنيته وهو لا شك يريد ان يعمل لرفعة بلاده وتقدمها نظيف اليد واللسان محبوب من عارفيه.
ونظرا لما كان يتمتع به من سمعة طيبة ومكانة مرموقة فقد جدد انتخابه للسنة الثانية وبعد ذلك في جميع الدورات النيابية المتعاقبة حتى نهاية الحكم الملكي عام 1958.

## وصوله إلى الوظائف العليا
لم تكد تمضي أشهر عدة على انتخابه للمرة الثانية في مجلس النواب حتى عين في 26 حزيران 1948 وزيرا للاقتصاد في وزارة مزاحم الباججي ورئيسا لمجلس النواب في 1 كانون الأول 1949، وعلى عهد وزارة نوري السعيد الحادية عشرة عين وزيرا للمواصلات والاشغال ووكيلا لوزير المالية في 16 ايلول 1950 فوزيرا للمالية في 1 كانون الأول 1950 ورئيسا لمجلس النواب للمرة الثالثة في 1 كانون الأول 1951 إلى ان حل المجلس في 27 تشرين الأول 1952.
ولدى تشكيل وزارة جميل المدفعي السادسة تولى وزارة المواصلات والاشغال في 29 كانون الثاني 1953 واحتفظ بهذا المنصب لدى تشكيل الوزارة المدفعية السابعة في 7 ايار 1953 حتى استقالته منها في 21 ايار ـ مايو ـ 1953 وفي 1 كانون الأول 1953 انتخب رئيسا لمجلس النواب للمرة الرابعة إلى ان حل المجلس في 28 نيسان 1954 ثم اعيد انتخابه للمجلس الجديد في 26 تموز 1954 لكن المجلس حل بعد أيام في 3 أي 1954.وخلال العام 1954 اسس بالاشتراك مع عدد من اصدقائه حزب الاتحاد الدستوري وانتخب نائبا للرئيس وفي 3 اب 1954 عين وزيرا للزراعة في الوزارة السعيدية الثانية عشرة وفي 16 ايلول 1954 انتخب مجددا لرئاسة مجلس النواب وجدد انتخابه فيه في 1 كانون الأول 1954 وكذلك في 1 كانون الأول 1955 وفي 20 حزيران 1957 عين وزيرا للمواصلات فرئيسا لمجلس النواب في الأول من كانون الأول 1957.

## رئاسته للوزراء
بعد استقالة الوزارة الأيوبية في 16 تشرين الثاني 1957 كلف الملك فيصل الثاني عبد الوهاب مرجان بمنصب رئاسة الوزارة وقد ورد في أول كلمة القاها مرجان في حفلة تنصيب الحكومة ما يلي ان هذه الوزارة ستسير على سياسة عربية قومية منبثقة من أماني الأمة العربية وستعمل على إعادة حقوق العرب في فلسطين وتحقيق أماني اشقائنا الجزائريين وستضع الحكومة نصب اعينها اعمار البلاد واستثمار مواردها وخيراتها لصالح الجميع من دون تفريق وتامين العدالة الاجتماعية بين المواطنين وستعير عنايتها بجعل الجهاز الحكومي كفوءا ونزيها لخدمة المصالح العامة.
وكان مرجان بعد تكليفه الوزارة قد اختار خليل كنه رئيسا لمجلس النواب وفي جلسة ضمته ونوري السعيد، اعترض نوري السعيد على هذا الاختيار طالبا منهُ اختيار ضياء جعفر بدلا من خليل كنه لذلك المنصب فلم يعبأ مرجان بذلك ومضى على اختياره مندفعا لإصلاح البلاد على حسب خبرته وافكاره وقد زادت شعبيته بين جميع المواطنين بخاصة بعد أن أخذ يقصد الألوية” المحافظات “ العراقية تباعا ويتفقد امورها، ويسأل عن حاجتها ويوصي الوزراء خيرا بها وكان يقابل بالحفاوة والحماس اينما حل وتقام لحضوره الاحتفالات الجماهيرية.

## وفاته وتأبينه
عانى من مرض عضال وتوفي في صباح الأحد 15 آذار 1964 وشيع جثمانه في بغداد ثم نقل إلى مسقط رأسهِ في الحلة ومنها إلى مثواه الأخير في النجف. وفي 25 ذي الحجة 1383 / 8 أيار 1964 اقيم لذكراه حفل تأبيني كبير بحسينية الحاج حسان الحاج عبود مرجان في الحلة تولى عرافتها محمد حسن الشبيبي الذي ابنه باكثر من قطعة نثرية وقصيدة شعرية وقد ساهم في الاحتفال عبد الجبار الشيخ جواد عبد الرؤوف الامين” فتى الجبل “ والشيخ محمد علي اليعقوبي، والشيخ المنعم الفرطوسي، والشيخ عبد العزيز الشيخ كاظم والسيد محمد جمال الهاشمي، والدكتور علي بدر الدين. واشتهر عند الاوساط العامية باسم ابن مرجان واوصى بثروتة لبناء مباني لمستشفيات خيرية.